# Aurangabad (Maharashtra)
Aurangabad (Marathi: औरंगाबाद, Auraṅgābād, von persisch اورنگ آباد, DMG Aurang-Ābād, ‚Aurangzeb-Stadt‘) ist eine historisch bedeutende Stadt im westindischen Bundesstaat Maharashtra mit knapp 1,2 Millionen Einwohnern.

## Lage und Klima
Aurangabad liegt auf dem Dekkan-Plateau etwa 335 km (Fahrtstrecke) östlich von Mumbai in einer Höhe von knapp 580 m. Die Dreimillionenstadt Pune liegt etwa 240 km südwestlich. Aurangabad verfügt über einen nationalen Flughafen und einen Bahnhof. Das Klima ist meist trocken und warm; Regen (ca. 740 mm/Jahr) fällt eigentlich nur während der sommerlichen Monsunzeit.

## Bevölkerung
Offizielle Bevölkerungsstatistiken werden erst seit 1991 geführt und regelmäßig veröffentlicht. Der anhaltende Anstieg der städtischen Bevölkerungszahlen beruht im Wesentlichen auf der Zuwanderung von Familien aus dem Umland.
| Jahr      | 1991    | 2001    | 2011      |
| Einwohner | 573.272 | 873.311 | 1.175.116 |

Im Jahr 1960 hatte Aurangabad nur etwa 150.000 Einwohner; heute sind es beinahe 1,2 Millionen. Davon sind etwa 51 % Hindus, 30,5 % Muslime, 15 % Buddhisten, 1,5 % Jains und knapp 1 % Christen; der Rest entfällt auf andere Religionen (Sikhs, Parsen u. a.). Wie im Norden Indiens üblich, ist der männliche Bevölkerungsanteil etwa 9 % höher als der weibliche. Meist wird Marathi, Hindi oder Urdu gesprochen.

## Wirtschaft
Die – wegen der zunehmenden Enge Mumbais – rapide gewachsene Stadt ist seit einigen Jahren Sitz von bedeutenden Firmen der Automobil- und Zweiradindustrie (Volkswagen, Audi, Škoda Auto, MAN, Bajaj Kawasaki) sowie anderer internationaler Unternehmen; sie hat eine Universität und ist ein wichtiger Standort der indischen Seiden- und Baumwollindustrie. Der Flughafen Aurangabad liegt am östlichen Stadtrand und bietet nationale Flugverbindungen.

## Geschichte

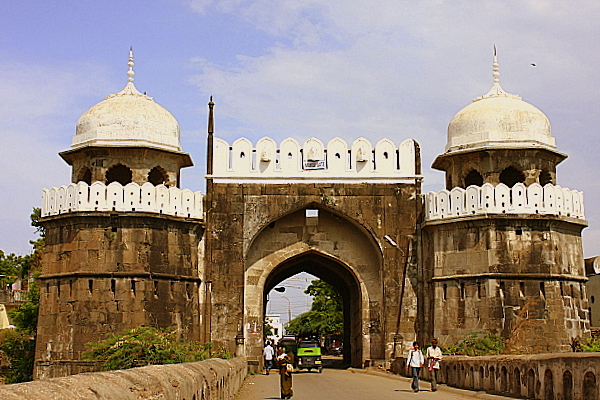
Mekka-Tor

Die Stadt wurde um das Jahr 1610 unter dem Namen Kharki (auch Khadki oder Khidki = "Fenster") zu Füßen des damals bereits längst verlassenen buddhistischen Höhlenklosters von dem aus Äthiopien stammenden Feldherrn, Politiker und Ingenieur Malik Ambar gegründet, der den Herrschern des Dekkan-Sultanats Ahmadnagar als Premierminister diente. Sein ihm 1626 nachfolgender Sohn Fateh Khan benannte die Stadt in Fatehnagar um.
Zwischen 1682 und seinem Tod im Jahre 1707 war die Stadt Regierungssitz des Großmoguls Aurangzeb. Das Bibi-Ka-Maqbara, eine Nachbildung des Taj Mahal, wurde 1697 von Azam Shah, einem Sohn Aurangzebs, für seine Mutter Dilras Banu Begum als Mausoleum errichtet und erinnert an die glanzvolle Epoche der Mogulherrschaft. Ab 1713 residierte Asaf Jah I., der zum Gouverneur des Dekkan ernannt worden war und den Ehrentitel Nizam al-Mulk (arabisch: نظام الملك = „Administrator des Reiches“) erhielt, mehrere Jahre in Aurangabad. Er gründete eine neue Dynastie mit der von seinem Sohn im Jahr 1763 gegründeten Hauptstadt Hyderabad – in der Folgezeit sank Aurangabad auf den Status einer Provinzstadt in der nordwestlichen Randzone der Region Marathwada zurück.

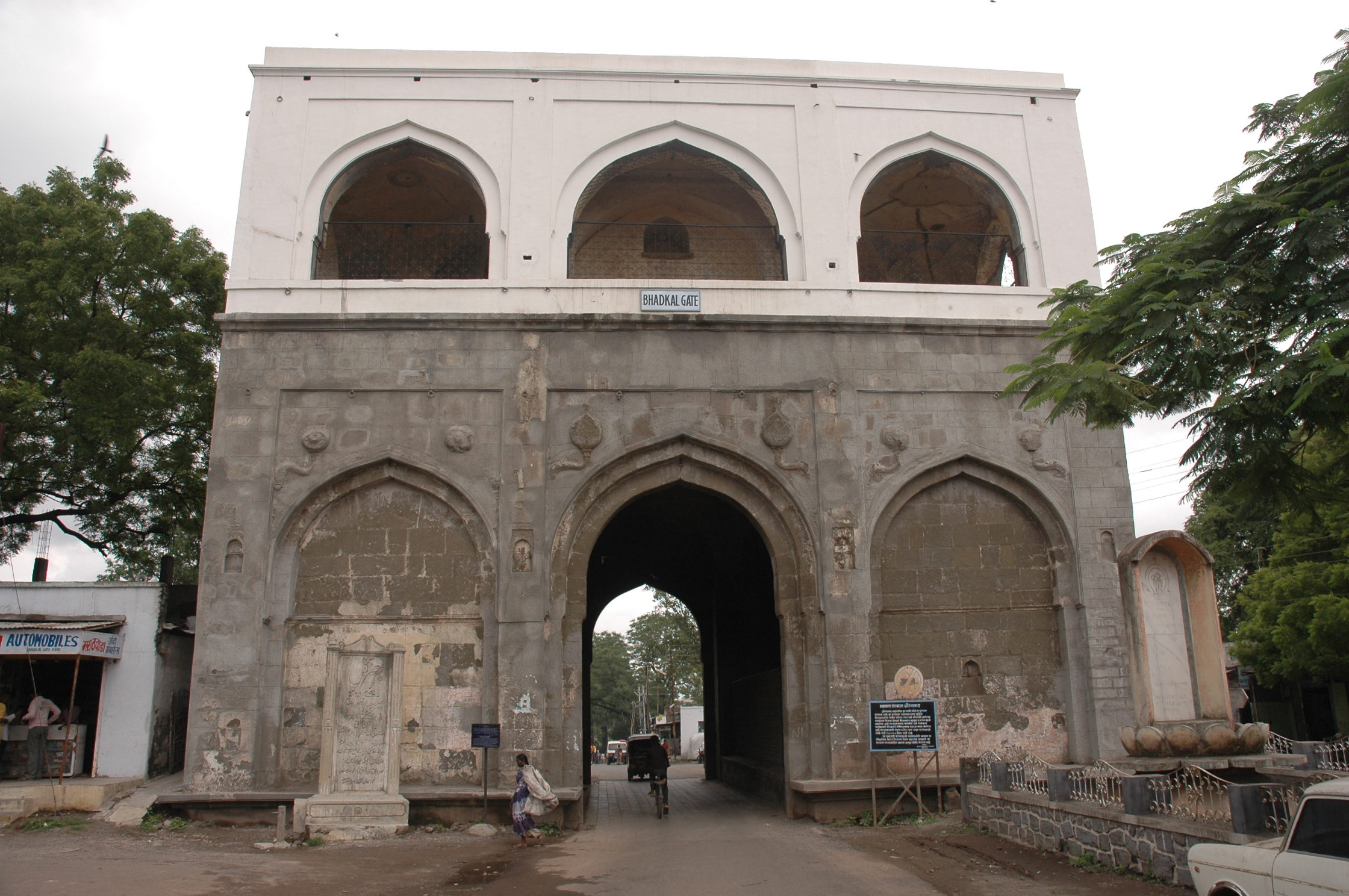
Bhadkal-Tor (ca. 1620)
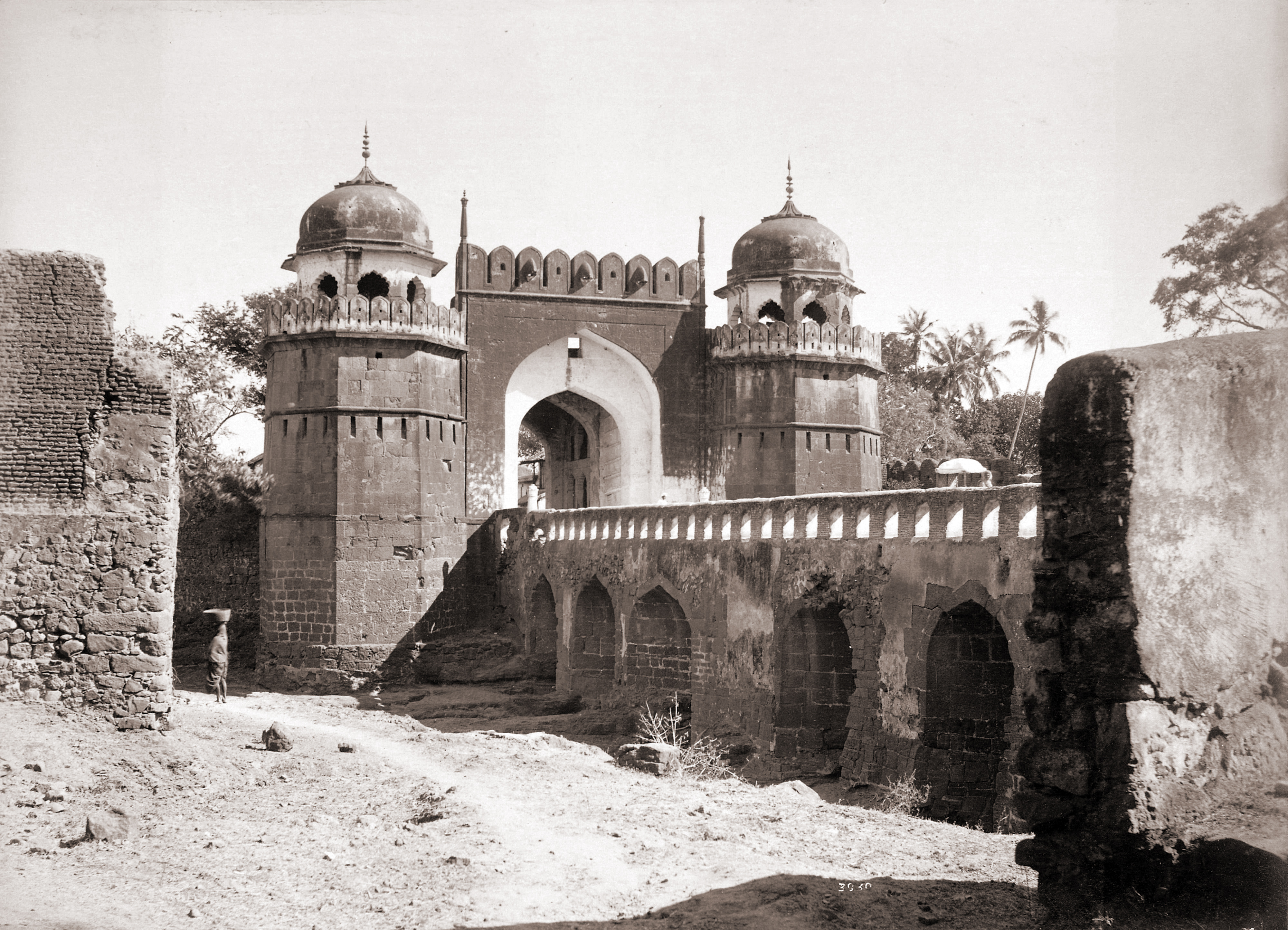
Mekka-Tor (ca. 1680)
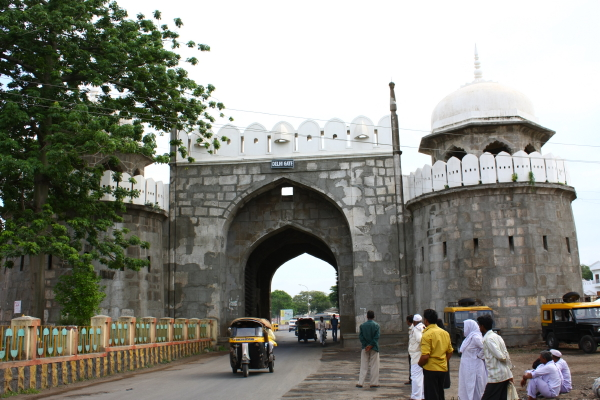
Delhi-Tor (ca. 1690)
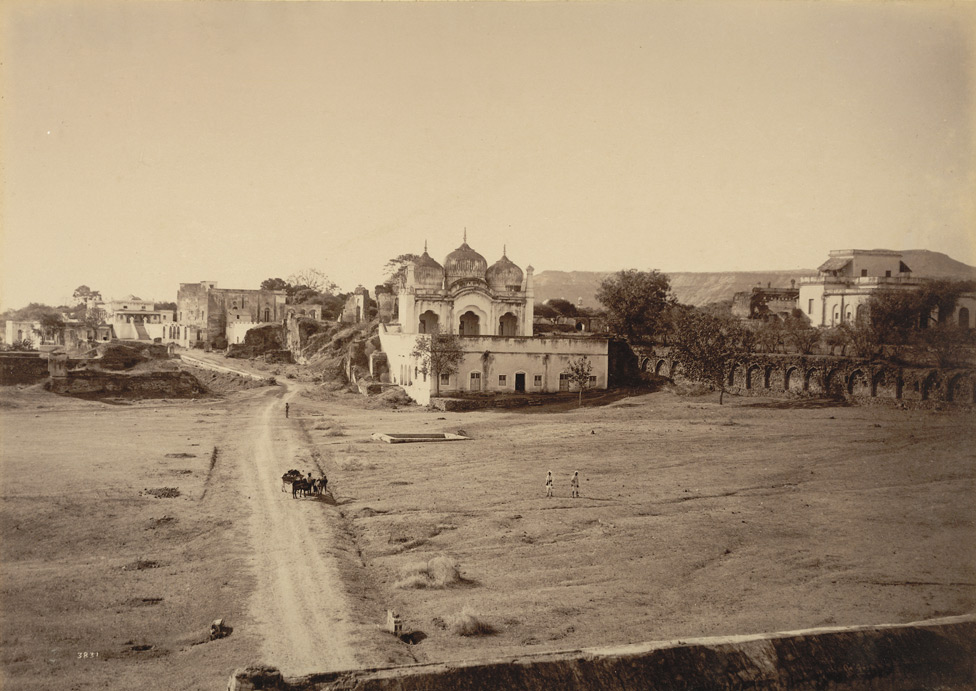
Alamgir-Moschee (Foto ca. 1880)
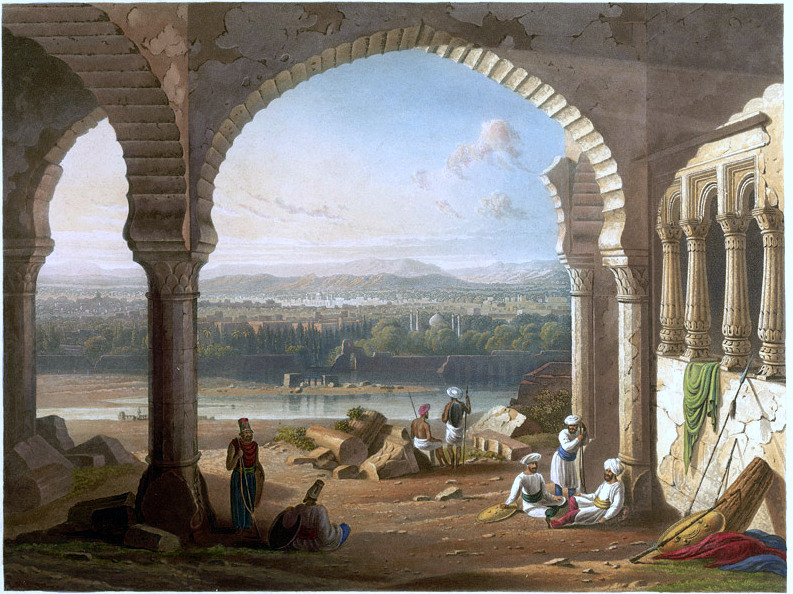
Aurangzebs Palast (Gemälde ca. 1830)
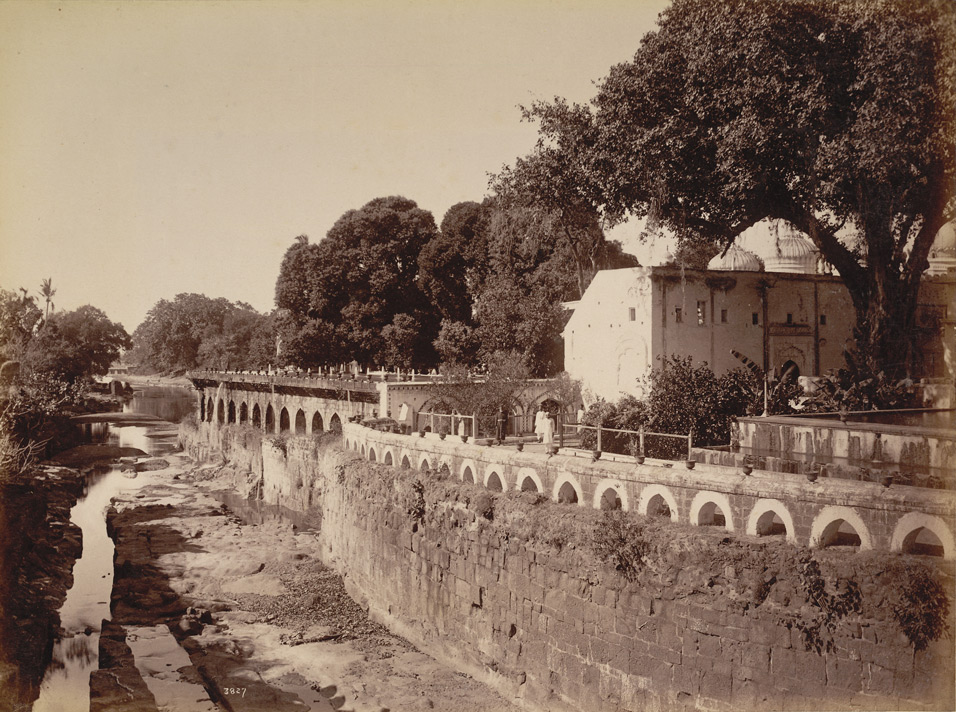
Kham-Fluss und Panchakki-Schöpfwerk (Foto ca. 1880)

## Sehenswürdigkeiten

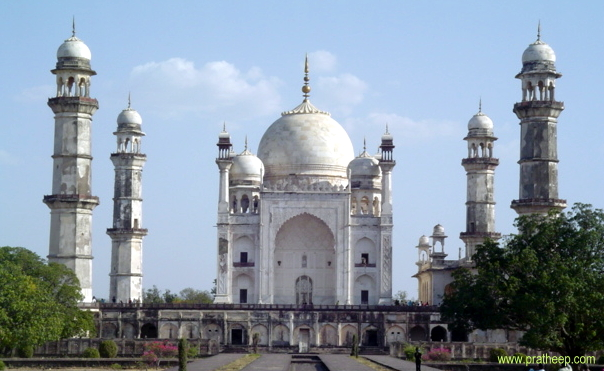
Bibi-Ka-Maqbara

Die Stadt besitzt mehrere gut erhaltene Stadttore an der teils ebenfalls gut erhaltenen Stadtmauer. Das schönste und größte ist wohl das Rangeen-Tor im Nordwesten der Stadt auf einer heute viel umfahrenen Verkehrsinsel. Nicht immer sind die historischen Stadttore im Gewimmel der modernen, schnell wachsenden Großstadt leicht auszumachen. Von ihrem historischen Charakter und Charme hat Aurangabad leider einiges verloren. Dennoch ist die Stadt mehr als nur der Ausgangspunkt für Touren nach Ajanta oder Ellora. Ein Besuch vermittelt ein gutes Bild einer historisch gewachsenen und boomenden indischen Großstadt in all ihrer Vielfalt und mit starken Kontrasten. Die noch vorhandenen kulturhistorisch bedeutenden Bauten werden gut gepflegt.
- Kali-Moschee (eine Gruppe von sieben Moscheen aus der Zeit kurz nach 1600 und auf Malik Ambar zurückgehend)
- Bibi-Ka-Maqbara (das „Taj“ des Dekkan)
- Kachner Jain Temple (dem Tirthankara Parshvanata geweihter Jain-Tempel aus dem 18. Jahrhundert)
- Historische Stadttore (insgesamt 52)
- Historische Bewässerungsanlagen (u. a. das Panchakki) aus dem 17. Jahrhundert – zum Komplex gehören auch eine Moschee und das Mausoleum des Sufi-Heiligen Baba Shah Musafir.
- Das Chhatrapati Shivaji Maharaj-Museum ist ein regionalgeschichtliches Museum mit kunsthandwerklichen, historischen und archäologischen Objekten. Es liegt im Nordwesten der Stadt in der Nähe des Rangeen-Tors.

Umgebung
Aurangabad ist touristisch der Ausgangspunkt für Tagestouren zu den umgebenden Höhlenklöstern, vor allem Ellora und Ajanta. Der Tourismus spielt wirtschaftlich eine bedeutende Rolle, wobei auch der innerindische Tourismus einen großen Anteil hat. Zahlreiche Travel Agencies vermitteln Fahrer und Automobile.

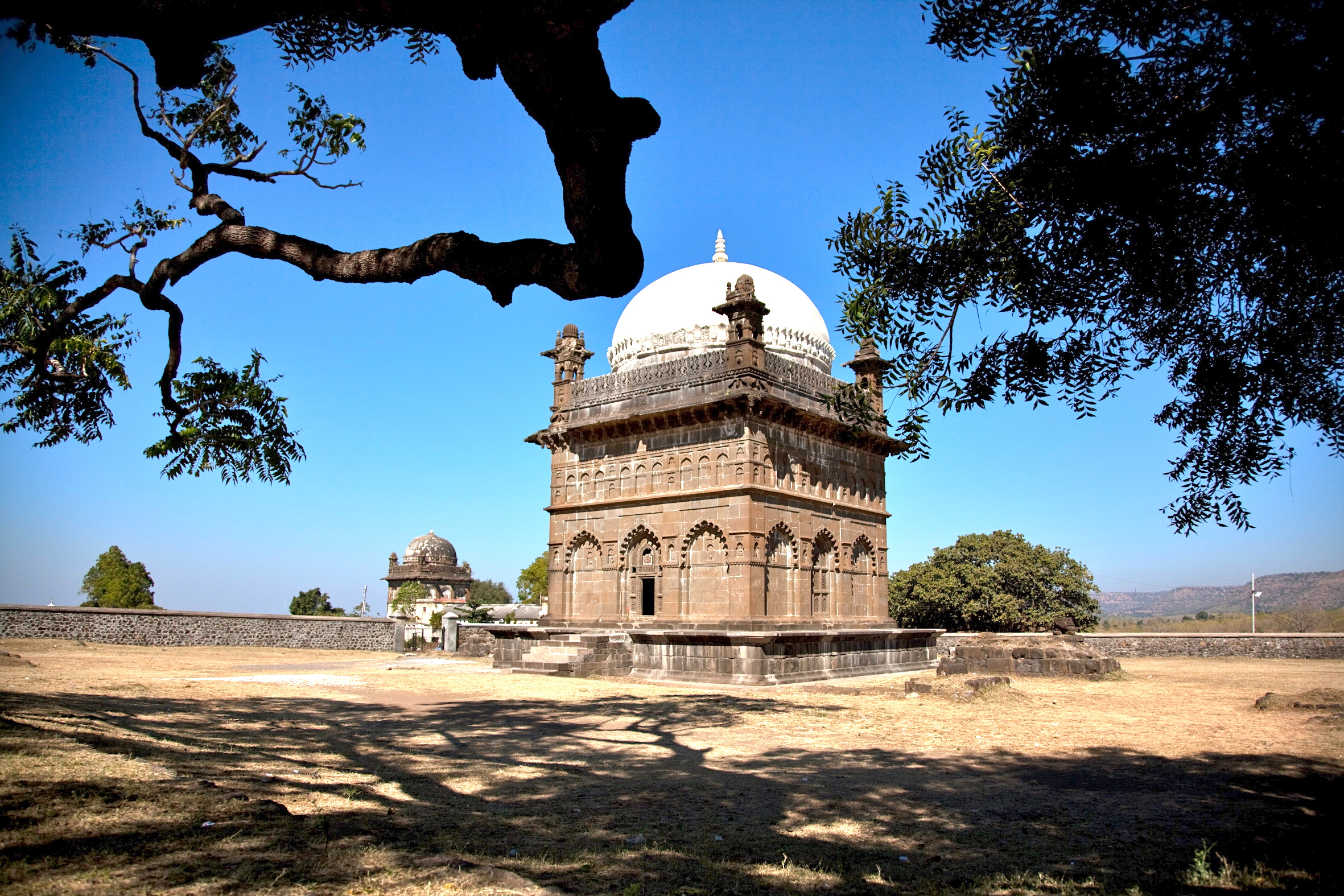
Khuldabad – Malik-Ambar-Mausoleum

- Aurangabad-Höhlen (buddhistisches Höhlenkloster mit 12 Höhlen + eine brahmanische Höhle); ca. 3 km nördlich des Bibi-Ka-Maqbara
- Daulatabad (Festungsstadt gegründet 1327 von Sultan Muhammad bin Tughluq als Alternative zur Hauptstadt Delhi); ca. 18 km nordwestlich an der Straße nach Ellora
- Khuldabad (zahlreiche Mausoleen bedeutender muslimischer Persönlichkeiten, auch von Malik Ambar und Aurangzeb); ca. 25 km nordwestlich an der Straße nach Ellora
- Ellora (Höhlentempel aus dem 5.–10. Jahrhundert, darunter auch der Kailasa-Tempel; buddhistisch, hinduistisch, jainistisch); ca. 31 km nordwestlich
- Ajanta (buddhistisches Höhlenkloster); ca. 100 km nordöstlich